# فالمونتون
فالمونتون (بالإيطالية: Valmontone)‏ هي كومونا تقع في إيطاليا في مقاطعة روما. يقدر عدد سكانها بـ 14,625 نسمة ومساحتها 40 كم2 وترتفع عن سطح البحر 303 متر.

## السكان
في سنة 1871 بلغ عدد السكان 3٬128 نسمة، وتطور العدد ليصل في سنة 2011 لـ 14٬975 نسمة.
يظهر هذا المخطط البياني تطور النمو السكاني لـ فالمونتون

## توأمة
لفالمونتون اتفاقيات توأمة مع كل من:
- Weiler-Simmerberg [الإنجليزية]‏
- بني حيون
- تورسي
- فانيانو ألتو
- أوفندولي